# 洞院公数
洞院 公数（とういん きんかず、嘉吉元年（1441年） - 没年不詳）は、室町時代の公家。左大臣・洞院実煕の子。官位は正二位・権大納言。

## 経歴
文安4年（1447年）従四位下の叙位を受けると、左近衛中将を経て、宝徳3年（1451年）従三位に叙せられ、三位中将となった。
享徳3年（1454年）正三位に昇叙されると、康正2年（1456年）従二位に叙せられて中将を去るも、翌康正3年（1457年）左近衛中将に還任するが、これは洞院家として初めての例であった。
長禄2年（1459年）権中納言に昇任されて右衛門督を兼ねる。長禄4年（1461年）権大納言に任ぜられ、その後の寛正6年（1465年）正二位、文正元年（1466年）には左近衛大将を兼ねている。
文明2年（1470年）に官職を辞し、文明8年（1476年）伝来の家記・文書類を売却して出家。公数の出家により洞院家は断絶した。数年後に左大臣・西園寺実遠がその子公連を跡継ぎとして朝廷に申請・再興し、公連は文明14年（1482年）に叙爵している。

## 官歴
『公卿補任』による。
- 文安4年（1447年） 正月5日：従四位下[1]
- 文安6年（1449年） 正月5日：正四位下[1]
- 宝徳3年（1451年） 日付不詳：従三位、左近衛中将如元
- 享徳元年（1452年） 3月23日：兼伊予権守
- 享徳3年（1454年） 正月5日：正三位
- 康正2年（1456年） 3月29日：従二位（去中将）
- 康正3年（1457年） 3月29日：還任左近衛中将（於家初例）
- 長禄2年（1459年） 8月8日：権中納言（基有辞替）
- 時期不詳：兼右衛門督
- 長禄4年（1461年） 8月15日：権大納言（教季辞替）
- 寛正6年（1465年） 正月5日：正二位
- 文正元年（1466年） 12月5日：兼左近衛大将
- 文明2年（1470年） 5月24日：辞官
- 文明8年（1476年） 2月：出家

## 系譜
『尊卑分脈』による。
- 父：洞院実煕
- 母：不詳
- 生母不詳の子女
  - 男子：然誉
- 養子女
  - 男子：洞院公連 - 実は西園寺実遠の子